# Северный сумчатый крот
Северный сумчатый крот (лат. Notoryctes caurinus) — вид из рода сумчатых кротов одноимённого семейства. Эндемик Австралии.

## Распространение
Обитает в пустынных районах (пустыня Гибсона, Малая Песчаная, Большая Песчаная пустыни) северо-западной части австралийского штата Западная Австралия. Естественная среда обитания — барханы и приречные дюны.

## Внешний вид
Длина тела с головой составляет в среднем 130 мм. На конце — маленький конический хвост, длина которого около 20 мм. Вес — до 70 г. Волосяной покров густой и мягкий, ярко-жёлтого цвета. На верхней стороне носа расположен роговой щиток жёлтого цвета, позволяющий кроту раздвигать мордой песок, не повреждая кожу. Короткие, сильные лапы. Глаза отсутствуют. Крохотные слуховые отверстия.

## Образ жизни
Северные сумчатые кроты ведут одиночный образ жизни. Активность проявляют и днём, и ночью. Зачастую выходят на поверхность, особенно после дождя. Бо́льшую часть времени занимаются перемещением у самой поверхности песка. Имеют необычный метаболизм, умея варьировать температуру тела. Основу рациона составляют личинки насекомых и куколки.

## Размножение
Экология вида практически не изучена.